# 孫孟舉
孫孟舉（1473年—？），字周之，山東濟南府武定州商河縣人，民籍，明朝政治人物。

## 生平
弘治八年（1495年）乙卯科山東鄉試第三十九名舉人，十八年（1505年）中式乙丑科會試第一百七十九名，三甲第一百六十九名進士。授臨潁縣知縣，升刑部主事、貴州司員外郎，正德十三年（1518年）五月出為河南按察司僉事、信陽兵备。

## 家族
曾祖孫興，贈陕西右參政；祖父孫敏，贈奉直大夫、户部员外郎；父孫識，漢陽知府。前母張氏（贈宜人）；母張氏（封宜人）。具慶下。兄敬宗、敬祖。弟孫孟和，正德戊辰進士。